# Střeziměřice (Chvalkovice)
Střeziměřice (německy Ziesmitz) jsou vesnice ležící asi 1 km od Velké Bukoviny spadající pod obec Chvalkovice v okrese Náchod. Mají okolo 15 stálých obyvatel.
Na návsi se nachází malý rybníček a v okolí je krajina lučního a lesního typu s vysokým výskytem lesní zvěře. Typické je pro vesnici chovatelství koní určených pro práci v lese a s ním související kovářství.
V katastru obce se nachází smírčí kříž s vytesanou kuší.